# Craugastor uno
Craugastor uno är en groddjursart som först beskrevs av Savage 1985.  Craugastor uno ingår i släktet Craugastor och familjen Craugastoridae. IUCN kategoriserar arten globalt som starkt hotad. Inga underarter finns listade i Catalogue of Life.